# ジェリー・モロー
ジェリー・モロー（"Champagne" Gerry Morrow、本名：Gerard Etifier、1949年9月10日 - 2025年7月28日）は、フランス領マルティニーク出身、アフリカ系フランス人のプロレスラー。
日本の国際プロレスでは、稲妻二郎（いなずま じろう）のリングネームで日本陣営の一員となって活躍した。

## 来歴

### 国際プロレス時代
ジャック・クレイボーンことエドゥアール・エティフィア（エディ・モロー）の実弟。パリのレスリング・ジムを経て、1971年に兄が日本での主戦場としていた国際プロレスに留学入門し、同年7月6日の『ビッグ・サマー・シリーズ』開幕戦において、エティフィア・ジェラールの名で佐野浅太郎を相手にデビュー。続く『ダイナマイト・シリーズ』より、トリニダード・トバゴ出身の黒潮太郎（テディ・ハーバード）に次ぐ留学生第2号であることから、稲妻二郎のリングネームが与えられた。
以降は日本人陣営の一員としてミッドカード戦線で活動したが、「正体不明の黒人覆面レスラー」という触れ込みのもと、ザ・ワイルド・ヌウやザ・キラーなどのマスクマンに変身し、外国人陣営としてシリーズに参戦したこともある。1974年6月に変身したワイルド・ヌウとしては、7月13日に気仙沼にてラッシャー木村と金網デスマッチを行っている。この変身は一時的なもので、ほどなくして素顔に戻り、1975年1月には寺西勇とIWA世界ミッドヘビー級王座を争った。
1975年4月よりカナダに遠征し、マッドドッグ・バションが主宰していたモントリオールのグランプリ・レスリングにて、本名のジェラール・エティフィアとして兄のエドゥアール・エティフィアとのタッグチームで活動。日本同様にベビーフェイスのポジションで、クルト・フォン・ヘス&セーラー・ホワイトや、メキシコから来たビジャノ1号&2号などのチームと対戦した。11月からはエドゥアールはエディ・モロー、ジェラールはジェリー・モローと名乗り、スチュ・ハートが主宰していたカルガリーのスタンピード・レスリングに参戦。11月7日のタワーリング・インフェルノ戦で現地デビューした後、12月26日にエディとのコンビでミスター・ヒト&ギル・ヘイズからインターナショナル・タッグ王座を奪取、翌1976年2月20日にリッパー・コリンズ&ドン・ガニアに敗れるまで戴冠した。
タイトル陥落後は日本に一時戻り、1976年3月28日に蔵前国技館で行われた全日本プロレスとの対抗戦にも出場、園田一治から勝利を収めている。5月開幕のシリーズでは、フリーとして日本に逆上陸してきた上田馬之助とも対戦した。同年8月より再びカルガリーに渡ってエディとのモロー・ブラザーズを再結成し、ヒト&ヒゴ・ハマグチの悪党日本人コンビやコリンズ&ラリー・シャープのボディシャス・ブロンズとインターナショナル・タッグ王座を争っている。
以降も日本とカナダの両国での活動を続け、1977年2月開幕の『第6回IWAワールド・シリーズ』では、同時開催されたIWA世界タッグ王座の争奪トーナメントにも兄と組んで出場したが、1回戦でサンダー杉山&剛竜馬に敗退、日本での王座戴冠は果たせなかった。4月からはジン・キニスキーが主宰していたバンクーバーのNWAオールスター・レスリングに登場し、シングルではジョン・アンソンやマイク・シャープ・ジュニアと対戦。エディ・モローとのコンビでは7月11日にNWAカナディアン・タッグ王座を獲得したが、8月22日にブラック・アベンジャー&テキサス・アウトローに敗れて陥落、この日が兄との最後のタッグとなったという。
1977年9月にバンクーバーを離れて西ドイツに遠征し、ヒト、ビッグ・ジョン・クイン、イワン・ストロゴフ、パット・ローチ、ザ・UFO、ジル・ポワソン、ノーマン・フレデリック・チャールズ3世、レイモンド・ルージョーなどが参加したハノーバー・トーナメントに出場。翌1978年はカルガリーに戻り、CFL出身の黒人選手ジョージ・ウェルズを新パートナーに、2月17日にヒト&ミシェル・マーテルからインターナショナル・タッグ王座を奪取、ヒト&ミスター・サクラダの日本人チームとも抗争を展開した。
1978年7月には国際プロレスの韓国遠征に参加。最終戦の7月28日、ソウルにて当時大木金太郎が保持していたインターナショナル・ヘビー級王座に挑戦した。その後もカナダと日本を行き来し、売り出し中だった阿修羅・原の教育係も吉原功社長から任されている。1979年11月からは鶴見五郎&大位山勝三の独立愚連隊との抗争が勃発、11月7日の弘前大会では鶴見との髪切りマッチに勝利し、鶴見を坊主頭にした。
1980年はバンクーバーにてキング・パーソンズ、バディ・ローズ、スタン・スタージャックらと対戦した後、マイク・ジョージやジョー・ルダックが来日した4月開幕の『ビッグ・チャレンジ・シリーズ』に出場、5月16日の厚木大会での、原と組んでの独立愚連隊とのタッグマッチが国際プロレスにおける最後の試合となった。

### 国際プロレス以降
1981年8月の国際プロレス崩壊後は古巣のカルガリーを主戦場に活動し、デビッド・シュルツ、バッドニュース・アレン、マイク・ショー、ロン・スター、ジム・ナイドハートなどのヒール勢と対戦。1982年はプエルトリコのWWCに参戦、国際プロレスの常連外国人だったキューバン・アサシンと組み、11月20日にピエール・マーテル&ジノ・ダラセーラ（ボブ・ダラセーラの実弟）からWWC世界タッグ王座を奪取している。
1983年7月、ジェリー・モロー名義で全日本プロレスに初登場。7月19日に大阪府立体育館にて、原&マイティ井上が保持していたアジアタッグ王座にジプシー・ジョーと組んで挑戦、国際プロレスの出身者同士によるタイトルマッチが行われた。1984年8月からは新日本プロレスに参戦し、同年11月の第5回MSGタッグ・リーグ戦では、同じくフランス語を母語とするアンドレ・ザ・ジャイアントのパートナーに起用された（国際プロレス時代からの間柄である両者の関係は実際には良好だったが、チームのバランスを取るために、モローはヘマをしてはアンドレに咎められる「ちょっと頼りないパートナー」を演じていたという）。1987年1月の来日ではレフェリーも務め、2月5日には越中詩郎対高田伸彦のIWGPジュニアヘビー級選手権試合を裁いた。
その間、主戦場のカルガリーではクリス・ベノワ、オーエン・ハート、ジョニー・スミス、ブライアン・ピルマン、日本から海外武者修行に来ていた馳浩や山田恵一などの若手選手の育成にも助力。1980年代末からはキューバン・アサシンと本格的にタッグを組んで傭兵ギミックのヒールに転向し、キューバン・コマンドス（The Cuban Commandos）なるフレンチ&スパニッシュのタッグチームを結成。WWFを離脱したダイナマイト・キッド&デイビーボーイ・スミスのブリティッシュ・ブルドッグスとも抗争している。1989年にはロス・メルセナリオス（Los Mercenarios）のチーム名でWWCに再登場し、10月7日にバヤモンにてカリビアン・タッグ王座を獲得した。
キャリア晩年の1990年代は、SWS、PWC、IWA格闘志塾などに来日。PWCでは当初、ジェリー・モローのリングネームで参戦予定であったが、本人の希望で「稲妻ジロー」として出場。鶴見の主宰するIWA格闘志塾には、国際プロレス時代と同様に「稲妻二郎」の名義で参戦した。
カナダでは1992年から1998年初頭にかけて、ボブ・ブラウンらが運営していたマニトバ州ウィニペグのWFWA（後にIWAと改称）にて活動。クリス・ジェリコ、ランス・ストーム、ドン・キャリス、クリスチャン・ケイジら当時の若手選手と対戦した。
1983年にカナダ国籍を取得し、引退後はカルガリーに居住していた。2025年7月28日、75歳で死去。

## 得意技
- ドロップキック
- ダイビング・クロス・ボディ
- ジャンピング・ヘッドバット
- ダブルアーム・スープレックス
- サイクロン・ホイップ
- フライング・クロス・チョップ

## 獲得タイトル
スタンピード・レスリング
- インターナショナル・タッグ王座：7回（w / エディ・モロー（英語版）×3、ジョージ・ウェルズ、マッカン・シン、キューバン・アサシン×2）[8]

NWAオールスター・レスリング
- NWAカナディアン・タッグ王座（バンクーバー版）：1回（w / エディ・モロー）[12]

ワールド・レスリング・カウンシル
- WWC世界タッグ王座：1回（w / キューバン・アサシン）[21]
- WWCカリビアン・タッグ王座：1回（w / キューバン・アサシン）[25]

アトランティック・グランプリ・レスリング
- AGPW北米タッグ王座：1回（w / キューバン・アサシン）[27]

その他インディー
- WFWAカナディアン・ヘビー級王座：1回
- CNWAヘビー級王座：1回

## エピソード
- 日本語はテレビの歌番組で歌謡曲を聞きながら覚えていった[28]。なかでも、来日翌年の1972年にデビューした森昌子の熱狂的なファンとなり、ヒット曲の「せんせい」をいつも口ずさんでいたという[29]。それを見たマイティ井上は、テレビ局の知人を通じ、フジテレビ『夜のヒットスタジオ』リハーサル前の森昌子と稲妻との対面を実現させた[29]。
- 国際プロレスでの留学生時代は、ビル・ロビンソンやジョージ・ゴーディエンコともスパーリングを行って腕を磨いた[30]。また、フランス出身のモンスター・ロシモフと親しくなり、彼の来日時の世話役的な存在でもあった[30]。ドン・レオ・ジョナサンとはカナダ居住後も親交が続き、結婚式にも出席してくれたという[17]。
- レスラーとしての実力は国際プロレスに来日した外国人選手からも高く評価され、レッド・バスチェン、ラリー・ヘニング、ビル・ワット、スーパースター・ビリー・グラハムなどからアメリカに誘われていたが、自分より上のポジションに行かれることを危惧したマッチメーカーのグレート草津がストップをかけていたという[5]。デビューから4年後の1975年、マッドドッグ・バションが吉原功社長に頼み込んだことから、初の北米遠征が実現した[31]。
- 国際プロレス崩壊の際はバンクーバーにいたが、日本から連絡は入らず、崩壊後の9月にカルガリーで大剛鉄之助から団体解散の報を受け、涙を流したという[32][33]。